# My Only Love Song
My Only Love Song (hangul: 마이 온리 러브송; RR: Mai Onri Leobeusong) es una serie de televisión surcoreana emitida el 9 de junio del 2017 a través de la cadena Netflix.

## Sinopsis
Song Soo-jung es una presumida estrella del pop que cree que el estatus y el dinero pueden llevar a las personas a donde quieran.
Poco después Soo-jung accidentalmente entra en un portal que la lleva a través del tiempo hasta el pasado, durante el siglo VI en Goguryeo (uno de los tres reinos de Corea bajo el reinado del rey Pyeongwon) y ahí conoce a On-dal, un joven hombre que ama el dinero y haría cualquier cosa para ganarlo. Sin embargo, On-dal tiene un punto débil: las personas débiles e indefensas.

## Reparto

### Personajes principales
| Actor           | Personaje     | Ocupación | N.º de episodios | Duración |
| --------------- | ------------- | --------- | ---------------- | -------- |
| Lee Jong-hyun   | On-dal        | -         | 20               | 2017     |
| Gong Seung-yeon | Song Soo-jung | -         | 20               | 2017     |

### Personajes recurrentes
| Actor          | Personaje          | Ocupación                     | Nº de episodios | Duración |
| -------------- | ------------------ | ----------------------------- | --------------- | -------- |
| Lee Jae-jin    | Byun Sam-yong      | -                             | -               | 2017     |
| Kim Yeon-seo   | Princesa Pyunggang | -                             | -               | 2017     |
| Ahn Bo-hyun    | Moo-myung          | -                             | -               | 2017     |
| Park Joo-hyung | Go Il-yong         | -                             | -               | 2017     |
| Lee Cheol-min  | -                  | Director de Cine / Magistrado | -               | 2017     |
| Lee Yong-jik   | Rey Pyungwon       | -                             | -               | 2017     |
| Kim Jung-pal   | -                  | Oficial del Gobierno          | -               | 2017     |
| Kim Chae-eun   | Mi-jin / Hwa-hong  | -                             | -               | 2017     |
| Kim Bo-ra      | Gwang-nyeo         | -                             | -               | 2017     |
| Kim Jung-young | -                  | -                             | -               | 2017     |

## Episodios
La serie estuvo conformada por 20 episodios.

## Producción
La serie fue dirigida por Min Doo-sik y escrita por Kim Soo-jin, la serie contó con los productores Han Sung-ho y Ahn Suk-joon.
Comenzó sus filmaciones el 26 de septiembre del 2016.
La serie contó con la compañía de producción "FNC Add Culture", y fue distribuida por Naver Corporation, Sohu y Netflix.

### Emisión en otros países
| País   | Cadenas | Fecha de Inicio    | Fecha de Finalización |
| ------ | ------- | ------------------ | --------------------- |
| Brasil | -       | 1 de junio de 2017 | -                     |